# Christian Zabel
Christian Zabel (* 1976) ist ein deutscher Journalist und Hochschullehrer.
Zabel studierte von 1996 bis 2003 als Stipendiat der Studienstiftung des Deutschen Volkes Journalistik und Volkswirtschaftslehre in Dortmund und Brüssel. Parallel zum Studium arbeitete er als freier Mitarbeiter beim ZDF u. a. in der Redaktion des Wirtschafts- und Verbrauchermagazin WISO. Von 2001 bis 2003 studierte er am Pariser Sciences Po Paris und schloss dort das Studium mit dem  Master of Public Administration ab. Nachdem Studium fing er bei der HMR International als Berater an. Arbeitsbegleitend schloss er 2008 seine Promotion ab und wechselte als Assistent des Vorstandsvorsitzenden zur Deutschen Telekom. 2012 wurde er für zwei Jahre Leiter Produktmanagement t-online. 2016 erfolgte die Berufung zum Professor an der Technischen Hochschule Köln.

## Werke (Auswahl)
- Die Alpha-Journalisten. Deutschlands Wortführer im Porträt. (mit Stephan Weichert), Herbert von Halem Verlag, Köln 2007, ISBN 978-3-938258293
- Wettbewerb im deutschen TV-Produktionssektor, VS Verlag für Sozialwissenschaften, 2008, ISBN 978-3-531-16337-6
- Die Alpha-Journalisten 2.0 (mit Stephan Weichert), Herbert von Halem Verlag, Köln 2009, ISBN 978-3-938258927